# Джавахир бинт Хамад Аль Тани
Джавахир бинт Хамад ибн Сухайм Аль Тани (род. 1984) — катарская королевская особа, первая жена и королева-супруга Тамима ибн Хамада Аль Тани, эмира Катара. Она троюродная сестра своего мужа. Будучи первой женой эмира, она сопровождала его в официальном государственном визите в Испанию в 2022 году, где король Филипп вручил ей Королевский орден Изабеллы Католической.
Шейха Джавахер родилась в Дохе в 1984 году в семье шейха Хамада бин Сухайма Аль Тани, министра правительства и члена королевской семьи Катара, от его первой жены, шейхи Хессы бинт Ахмад бин Саиф Аль Тани. Её дед по отцовской линии, шейх Сухайм бин Хамад Аль Тани, был министром иностранных дел Катара. Она внучатая племянница Халифы бин Хамад Аль Тани, правившего как эмир Катара.
Джавахер вышла замуж за своего троюродного брата Тамима бин Хамада Аль Тани 8 января 2005 года, церемония состоялась во дворце Аль-Ваджбах. У них четверо детей, два сына и две дочери:
- Шейха Аль Маясса бинт Тамим бин Хамад Аль Тани (родилась 15 января 2006 г.)
- Шейх Хамад бин Тамим бин Хамад Аль Тани (родился 20 октября 2008 г.)
- Шейха Аиша бинт Тамим бин Хамад Аль Тани (родилась 24 августа 2010 г.)
- Шейх Джассим бин Тамим бин Хамад Аль Тани (родился 12 июня 2012 г.)

Она первая из трёх жён эмира; двое других — шейха Аль-Ануд бинт Мана Аль Хаджри и шейха Нура бинт Хатал Аль Досари.
В 2018 году она призвала катарцев бойкотировать хадж.
В 2021 году получила степень магистра искусств в Катарском университете.
Её имя Джавахер (или Джавахир) означает «Драгоценности».

## Королевские обязанности
Муж шейхи Джавахер сменил на троне своего отца Хамада бин Халифа Аль Тани, эмира Катара, 25 июня 2013 года. Как его первая жена, Джавахер служит королевой-супругой.
В 2017 году она была королевским покровителем выпускного класса студенток своей альма-матер, Катарского университета. В мае 2022 года она снова стала королевским покровителем 45-го выпускного класса студенток своего университета. Джавахер наградила 479 из 2767 студенток наградами за выдающуюся стипендию.
В октябре 2021 года шейха Джавахер встретилась с королевой Иордании Ранией в The Pearl-Qatar и устроила банкет в её честь.
Шейха Джавахер сопровождала своего мужа во время официального государственного визита в Испанию в мае 2022 года. Эта поездка стала её первым официальным государственным визитом в качестве консорта с тех пор, как её муж стал эмиром в 2013 году. Она и её муж присутствовали на банкете, устроенном в их честь во дворце Сарсуэла королем Испании Фелиппом VI и королевой Летисией. Позже они были почётными гостями на государственном ужине в Королевском дворце Мадрида. Король Фелипе VI вручил ей Королевский орден Изабеллы Католической.
19 сентября 2022 года шейха Джавахер сопровождала мужа на государственных похоронах Елизаветы II.

## Иностранные награды
- Дама Большого креста Королевского ордена Изабеллы Католической (Испания; 17 мая 2022 г.)[1].